# Knut Burgh
Knut Burgh, född Knut William Borg 9 april 1895 i Helsingborg, död 23 april 1965 i Svendborg, Fyn, Danmark, var en svensk skådespelare.

## Biografi
Burgh tog studentexamen, kommissarieexamen och varit krigskassör vid Hallands regemente 1916. Burgh bedrev studier vid Ufa i Berlin 1924, studieresor till Paramount i Paris 1925. Han var engagerad vid Folkets Hus Teatern i Malmö 1919–1920. Gästspelsturnérade i danska landsorten med "Den glada änkan" 1929–1930, var engagerad vid Casino Teatret i Århus, Danmark, solist (sångare) i England 1931–1932, operettskådespelare 1935–1936. Han har även varit verksam i filmbranschen.
Gift mellan 1919 och 1924 med skådespelerskan Greta Georgina Sundberg. De fick dottern Iris.

## Filmografi
- 1927 – På kryss med Blixten
- 1937 – Adolf ordnar allt
- 1937 – Skicka hem nr 7
- 1938 – Platt eller Krone (Köbenhamn) / Det begyndte ombord
- 1941 – En kvinna ombord
- 1942 – En sjöman i frack
- 1951 – Tull-Bom